# Bibliographisches Institut
La maison d'édition allemande Bibliographisches Institut a été fondée en 1826 à Gotha par Joseph Meyer, puis transférée en 1828 à Hildburghausen et en 1874 à Leipzig. Sa production au fil des ans comprend des titres aussi connus que Meyers Lexikon (encyclopédies, depuis 1839, voir Meyers Konversations-Lexikon), Brehms Tierleben (vie animale, 1863-1869, 4e éd. 1911-1918) ; Duden (dictionnaires sur tous les aspects de la langue, depuis 1880) ; Meyers Reisebücher (en) (guides, 1862-1936) ; Meyers Klassiker (littérature nationale et étrangère) ; atlas (Meyers Handatlas, Der Grosse Weltatlas), journaux (Koloniale Zeitschrift) et autres.
Les bâtiments de la société ont été complètement détruits par les bombardements de Leipzig en 1943/1944 ; la société elle-même a été expropriée par le régime communiste d'Allemagne de l'Est en 1946 et transformée en Volkseigener Betrieb. Les actionnaires ont transféré la société à Mannheim en Allemagne de l'Ouest en 1953 (Bibliographisches Institut AG). Des titres tels que Meyers (Enzyklopädisches) Lexikon, Der Große Duden, Schlag Nach ! et Meyers Großer Weltatlas sont réapparus. À Leipzig, le VEB Bibliographisches Institut est resté, opérant dans le même domaine, et publiant Meyers Neues Lexikon", Duden etc.
En 1984, le Bibliographisches Institut AG a fusionné avec son plus grand concurrent sur le marché des ouvrages de référence, F. A. Brockhaus de Wiesbaden, pour devenir le Bibliographisches Institut & F. A. Brockhaus AG, ayant son siège à Mannheim. Après la réunification allemande, la société a repris ses anciennes propriétés à Leipzig en 1991. 